# Cisewski III
Cisewski III – kaszubski herb szlachecki, herb własny rodziny Cisewskich.

## Opis herbu
Opis z wykorzystaniem klasycznych zasad blazonowania:
W polu półksiężyc z twarzą barkiem do dołu, nad nim gwiazda. Klejnot: nad hełmem w koronie trzy pióra strusie. Labry. Barwy nieznane.

## Najwcześniejsze wzmianki
Herb znany tylko z pieczęci Rocha Cisowskiego z 1776 roku.

## Herbowni
Cisewski, Cisowski, Cysewski.